# Arthroleptis nguruensis
Arthroleptis nguruensis е вид жаба от семейство Arthroleptidae. Видът е уязвим и сериозно застрашен от изчезване.

## Разпространение и местообитание
Разпространен е в Танзания.
Обитава гористи местности, планини и възвишения.

## Описание
Популацията на вида е стабилна.